# Charles Wesley

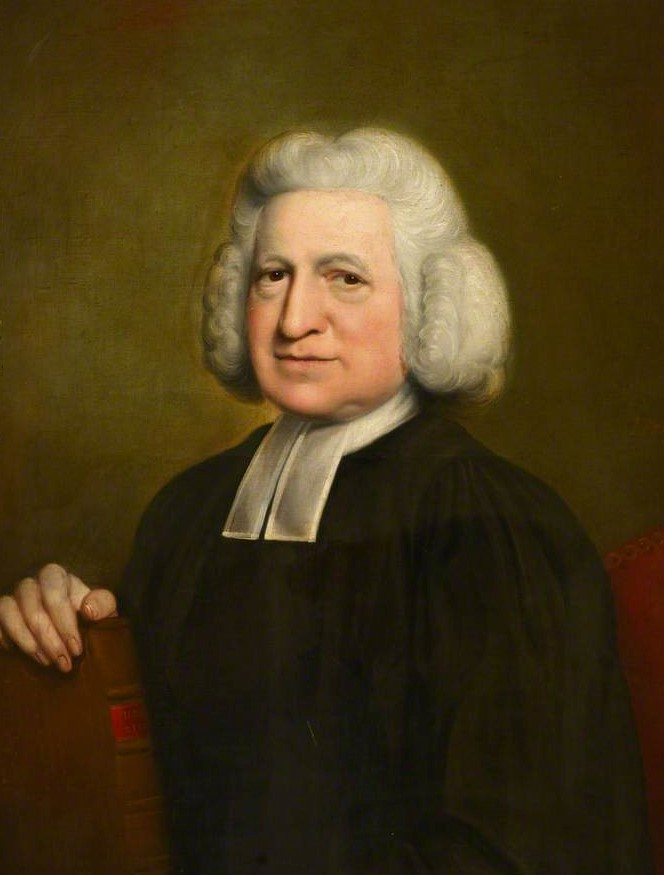
Charles Wesley

Charles Wesley (Epworth (Lincolnshire), Londen, 18 december 1707 - 29 maart 1788) was een Brits theoloog, predikant en leider van de methodistische beweging, het meest bekend om het schrijven van ongeveer 6.500 gezangen.
Wesley werd geboren in Epworth, Lincolnshire, als zoon van een Anglicaanse geestelijke en dichter Samuel Wesley en zijn vrouw Susanna. Hij was een jongere broer van John Wesley en Samuel Wesley (de jongere) en hij werd de vader van muzikant Samuel Wesley en grootvader van muzikant Samuel Sebastian Wesley.
Wesley werd opgeleid in Oxford, waar zijn broers ook hadden gestudeerd, en hij vormde de "Holy Club" onder zijn medestudenten in 1729. John Wesley trad later toe tot deze groep, net als George Whitefield. Charles volgde zijn vader en broer in de kerk in 1735. Hij reisde met John naar Georgia in Amerika en keerde een jaar later terug. In 1749 trouwde hij met Sarah Gwynne, dochter van een Welshe man die door Howell Harris was bekeerd tot het methodisme. Ze vergezelde de broeders tijdens hun evangelisatiereizen door Groot-Brittannië totdat Charles ophield met reizen in 1765.
Ondanks hun nabijheid waren Charles en John het niet altijd eens over vragen met betrekking tot hun geloof. Charles was in het bijzonder sterk gekant tegen het idee van een breuk met de Anglicaanse Kerk van Engeland waarin zij waren bevestigd als predikant.
- Bibsys: 90229158
- Bibliothèque nationale de France: cb125118379 (data)
- CiNii: DA01852130
- Gemeinsame Normdatei: 118767275
- International Standard Name Identifier: 0000 0001 2275 5744
- Library of Congress Control Number: n50003882
- Nationale Bibliotheek van Letland: 000038130
- MusicBrainz: 92e82314-47ed-4628-980e-0a817ceeac07
- Nationale Bibliotheek van Tsjechië: skuk0005892
- Nationale bibliotheek van Australië: 35600575
- Nationale Bibliotheek van Israël: 987007462807005171
- Nationale Bibliotheek van Polen: a0000001183863
- Nationale en Universitaire bibliotheek Zagreb: 000558199
- Nederlandse Thesaurus van Auteursnamen: 070291381
- Istituto Centrale per il Catalogo Unico: DDSV150906
- SNAC: w69w113q
- Système universitaire de documentation: 034354425
- Trove: 1010307
- Virtual International Authority File: 117440
- WorldCat: E39PBJtRFQhWkK3BFQjQ8k3WjC